# Субпасіонарії
Субпасіонарії (особи енергодефіцитного типу) — в Пасіонарній теорії етногенезу, люди, що з нездатності абсорбувати із довкілля достатньо енергії і неспроможні повноцінно адаптуватися у середовищі. Субпасіонарність (недолік енергії) проявляється у нездатності стримувати інстинктивні пожадання, асоціальній поведінці, паразитизмі, недостатньої турботі за нащадків. Люди подібного типу добре відомі у всі епохи й зустрічаються практично у всіх етносах. Їх називають бурлаками, босяками, «бомжами» тощо. 